# Klonówiec
Klonówiec (pol. hist. Klonowiec) – wieś w Polsce, położona w województwie wielkopolskim, w powiecie leszczyńskim, w gminie Lipno.

## Integralne części wsi
| SIMC    | Nazwa | Rodzaj    |
| ------- | ----- | --------- |
| 0372919 | Huby  | część wsi |

## Historia
Wieś pierwotnie związana była z Wielkopolską. Ma metrykę średniowieczną i istnieje co najmniej od początku XIV wieku. Wymieniona pierwszy raz w łacińskim dokumencie z 1303 jako „Clonowiecz’’, 1388 ‚„Clonowo”, 1393 „Klonovecz, Klonowo”, 1394 „Clonofscze, Clonowicz”. 1394 „Czlonowo”, 1395 „Clunovecz”, 1397 „Clonovecz”, 1398 „Klonowecz”, 1399 „Clonowecz”, 1428 „Klonowcze”, 1429 „Clonowyecz”, 1510 „Clonovyecz”, 1563 „Clionowiecz”, 1564 „Klinowiecz”, 1581 „Klunowiecz Maior, Klunowiecz Minor”.
Osada przynależała pierwotnie do opola, które było reliktem przedpaństwowej wspólnoty rodowo-terytorialnej, a w późniejszym okresie stało się administracyjnym podokręgiem kasztelanii. Potwierdza to zapis z 1401 mówiący o tym, że mieszkańcy wsi Klonowiec mieli zapłacić po 8 skudów sądowi oraz po 8 skudów Tomisławowi z powodu niestawienia się na rozgraniczenie wsi przy pomocy świadków opolnych. Miejscowość stała się później wsią szlachecką należącą do lokalnej szlachty wielkopolskiej z rodu Klonowieckich , Klonowskich lub Klunowskich, którzy od nazwy wsi przyjęli swoje odmiejscowe nazwisko, a później także do Przetockich, Sepińskich, Żegrowskich, Bieganowskich. W 1467 leżała w powiecie kościańskim Korony Królestwa Polskiego. W 1451 leżała w parafii Goniębice.
W 1303 jako pierwszego właściciela odnotowano komesa Boguchwała z Klonowca. W latach 1388–1398 odnotowany został przy dwóch procesach sądowych Wojciech Klonowiecki z Klonowca. W 1393 Jasiek Klunowski wraz z siostrami prowadził spór sądowy o ujazd rozgraniczający posiadłości Szymona Grunowskiego z dobrami klonowieckimi. W 1399 Michał Stosz toczył proces z Szymonem Grunowskim o granice pomiędzy Klonowcem i Żakowem, a Goniębicami i Piotrowicami należącymi do Szymona Grunowskiego. W 1408 Dziersław Klonowiecki oraz brat Szymona Grunowskiego Jakusz Wyciążkowski ozgraniczyli wsie Klonowiec i Żakowo Dziersława z Goniębicami i Piotrowicami Jakusza.
W 1410 Jan Stopacz z Czacza i Koszanowa zapowiedział przez sądem ziemskim drogi, pastwiska, lasy i inne pożytki w dziedzinach Mórkowo, Żakowo i Klonowiec. W latach 1420–1428 właścicielką miejscowości była wdowa po Dzierżsławie Małgorzata Klonowiecka wraz z dziećmi. W 1420 Maciej i Dzierżka, dzieci Małgorzaty Klonowieckiej, toczyli spór o majętności z Mikołajem i Boguchną, dziećmi Sieciecha Taczanowskiego. Sprawę rozsadzał sędzia polubowny Bernard Gerlachsheim, który zeznał, że niegdyś dokonał wieczystego podziału dóbr pomiędzy Dzierżkiem i Sieciechem. Pierwszy z nich otrzymał Klonowiec i Żakowo, a drugi Taczanów dziedziny koło Kalisza.
Archiwalne dokumenty historyczne odnotowały również zwykłych mieszkańców wsi. W 1400 wspomniano bezimiennie kmiecia, poddanego Jarochny. W 1407 niejakiego Niklosa „laicusa”. W 1420 kmieci, którzy pełnili funkcje świadkow: Macieja Pękatego oraz Pawła z Klonowca. W 1428 świadka Wacława lub Węcława Klonowskiego.
Miejscowość odnotowano również w historycznych rejestrach poborowych. W 1510 w Klonowcu był folwark, 4 łany i 5 prętów osiadłych w tym jeden łan, który dawniej był sołeckim, a także 6 łanów i 7 prętów ról opuszczonych, które pod uprawę wynajmowano miejscowym kmieciom. W 1530 Klonowiec zapłacił pobór podatkowy z 3 łanów. W 1563 miał miejsce pobór z 5 łanów, karczmy dorocznej oraz dwóch komorników. W 1564 wieś Klonowiec należała do panów Rozdrażewskich, którzy zapłacili podatki od 5 łanów. W 1581 pobrano podatki z 11 łanów, dwóch zagrodników „wymłockowych”, owczarza, który wypasał 20 owiec, 5 komorników posiadających bydło oraz 5 komorników nie posiadających bydła.
W 1517 Andrzej Bieganowski z Bieganowa koło Środy w powiecie pyzdrskim sprzedał z zastrzeżeniem prawa odkupu synowi Janowi jeden łan w Klonowcu nabyty uprzednio na takich samych warunkach od Michała Żegrowskiego. W 1524 Jan Bieganowski sprzedał ten łan na takich samych warunkach za 10 grzywien burgrabiemu ziemskiemu kościańskiemu Piotrowi Ossowskiemu posiadaczowi Wilkowa Polskiego. W 1535 Jan Klonowski sprzedał Klonowiec z zastrzeżeniem prawa odkupu za 100 grzywien Janowi Ujejskiemu starszemu z Ujazdu koło Grodziska. W 1582 Agnieszka Sepińska wraz z mężem Maciejem Kąkolewskim posiadali wieś Klonowiec.
W wyniku II rozbioru Rzeczypospolitej w 1793, miejscowość przeszła w posiadanie Prus i jak cała Wielkopolska znalazła się w zaborze pruskim.
W latach 1975–1998 miejscowość administracyjnie należała do województwa leszczyńskiego.

## Urodzeni w miejscowości
We wsi w 1943 urodził się Zbigniew Jąder – były polski żużlowiec i trener sportu żużlowego.

## Turystyka
We wsi tuż przy drodze z Goniembic znajduje się zespół dworski z przełomu XIX w. i XX w.:
- dwór z ok. 1850 r.
- oficyna
- park ze stawem.

Ponadto we wsi można zobaczyć tablicę upamiętniającą mieszkańców poległych w I wojnie światowej i w powstaniu wielkopolskim, ufundowaną przez właściciela majątku, Józefa Cioromskiego, jak również kaplicę pw. Podwyższenia Krzyża z początku XX w.